# EPS Sura
EPS Sura es una Entidad promotora de salud (EPS) en Colombia. Se dedica a la gestión y el aseguramiento de riesgos en salud.
Es la tercera EPS más grande de Colombia. Cuenta con aproximadamente 5,3 millones de afiliados.

## Historia
El 31 de enero de 1990, fue fundada la Compañía Suramericana de Servicios de Salud, (SUSALUD), como una empresa de Medicina Prepagada.
El 16 de marzo de 1995, recibió la autorización de la Superintendencia de Salud para operar como una Entidad Promotora de Salud (EPS).
En 2009, Susalud cambia su denominación y se convierte en EPS SURA.
En 2021, En el contexto de la Pandemia de COVID-19 en Colombia EPS sura lanzo: VaxThera, una empresa especializada en la producción de vacunas.
El 28 de mayo de 2024, solicito su retiro del sistema de salud alegando dificultades económicas. Sin embargo en diciembre del mismo año su solicitud fue rechazada.